# Plutomerus japonicus
Plutomerus japonicus är en stekelart som beskrevs av Yamagishi 1997. Plutomerus japonicus ingår i släktet Plutomerus och familjen gallmyggesteklar. Inga underarter finns listade i Catalogue of Life.